# Ein Kolumbus auf der Havel (Film)
Ein Kolumbus auf der Havel ist der Titel eines 1978 entstandenen Kinderfilms. Der Film ist eine Produktion des Fernsehens der DDR in der Regie von Hans Kratzert mit Ursula Werner, Kurt Böwe und Dieter Wien. Er wurde am 25. Dezember 1978 uraufgeführt. Der Film erschien 2015 als DVD.
Der Film basiert auf dem gleichnamigen Kinderbuch Ein Kolumbus auf der Havel von Peter Abraham, das 1975 im Kinderbuchverlag Berlin erschienen ist.

## Handlung
Marianne, genannt Nana, träumt von einem eigenen Segelboot, denn sie würde gerne die Sommerferien auf dem Wasser verbringen! Aber ihre Mutter hat andere Pläne. Sie würde lieber Urlaub in einem schicken Hotel in Slaska Lomnica machen, nicht kochen müssen und Chateaubriand mit Sauce a la bearnaise im Restaurant essen. 
Mit einigen Mühen und Überzeugungsarbeit gelingt es Nana, ihre Eltern schließlich doch dazu zu bewegen, ein altes Segelboot namens Pütz zu kaufen und damit auf der Havel in See zu stechen bis zum Bolter Kanal an der Müritz. 
Der Urlaub entwickelt sich zum großen Abenteuer, vor allem auch, weil die Segelkenntnisse des Vaters erst wieder aufgefrischt werden müssen. Eine Schleusenfahrt, ein Leck und ein Unwetter gehören zu den Abenteuern dieser Reise. 
Auf der Fahrt lernt Nana den Jungen Mischa kennen, der ebenfalls mit seiner Familie auf Bootsfahrt ist.

## Hintergrund
Der Film entstand, weil der Autor des Kinderbuches, Peter Abraham, Kontakt zum Regisseur aufnahm und ihm vorschlug, das Buch zu verfilmen. Die Dreharbeiten fanden an verschiedenen Orten auf der Havel an Originalschauplätzen des Buches statt.